# Ракетний жокей (роман)
«Ракетний жокей» (англ. Rocket Jockey) — дитячий науково-фантастичний роман Філіпа Сент-Джона (літературний псевдонім американського письменника Лестера дель Рея) з обкладинкою, намальованою Алексом Шомбургом.
Роман розповідає про молоду людину на ім'я Джері Блейн та його намагання перемогти у знаменитій ракетній гонці Армстронг Классік. «Ракетний жокей» входить до Вінстон Сайнс Фікшн, серії дитячих романів, які прославилися своїм впливом на молодих поціновувачів фантастики та своїми ексклюзивними обкладинками від провідних художників, нагороджених різноманітними преміями.

## Сюжет
Армстронг Классік — ракетна гонка для представників усієї частини заселеної Сонячної системи, вона стала рушійною силою впровадження ракетних та космічних технологій. Надзвичайно небезпечна, і завжди є смертельні випадки, але також вона постає своєрідним екзаменом, на якому демонструються заслуги потенційного космічного діяча. Кажуть, що «лише дурень би взяв участь у такій гонці, а перемогти зміг би лише геній або марсіанин». Юного Джеррі Блейна виганяють з Космічного інституту вже на другий рік навчання по завершенні іспитів, на прохання брата Діка, щоб допомогти йому підготуватися до 18-ї гонки Армстронг Классік. Проте після травми брата в паливній аварії, Джеррі повинен взяти на себе командування «Останньої надії» й спробувати здобути перемогу для Землі в Классік. Джеррі спочатку сумує, але потім розуміє, що все залежить від того як він себе проявить у гонці, йому доведеться пройти довгий шлях для того, щоб довести, що Джеррі справжній космонавт, завдяки чому він зможе повернутися до Інституту.
«Остання надія» — переобладнаний гірничий корабель для робіт на астероїдах, який використовує експериментальне паливо Джері та Діка, воно повинне стати кардинальним вдосконаленням існуючих технологій. Їх батьки загинули під час першого випробування палива, і лише зараз, через роки вдосконалення матеріалів та конструкції двигуна, вони знову вирішили перевірити паливо.
Незадовго до вильоту, Дік травмується, коли паливо потрапляє в обличчя, тимчасово засліплюючи його. Джеррі змушений взяти на себе керування «Останньою надією», допоки його брат недієздатний. Кваліфікаційний політ на Місяць розпочато, й Джеррі змагається проти 10 інших кораблів із Землі за право представляти рідну планету в Классік. Джеррі вдається виграти, але лише після того, як він стане свідком першої фатальної аварії Классік; земляк-пілот вмикає свої двигуни на максимум, і його корабель перегрівається та вибухає.
Після деяких політичних суперечок на Місяці, Джеррі офіційно призначається відповідальним за «Останню надію», незважаючи на те, що його брат повернувся та одужав, вони вирушають у подорож повз 4 супутників Юпітера, а також Марса та Венери. Спершу вирушаючи на Марс, вони добре проводять час й приземляються у піднесеному настрої.
Однак марсіани не раді їх бачити. Завжди існувало запекле суперництво між двома світами, й Марс мав репутацію, переможця Классік за будь-яку ціну і будь-якими способами, скрупульозною роботою або ж іншим способом. Коли вони намагалися заправити «Останню надію», то виявили, що їхнє пальне якось чином зникло зі складу, в якому зберігалося. Внаслідок тривалого пошуку відсутнє паливо нарешті виявляють у купі сміття, яке було готове до знищення. Джеррі, Дік і Тод усі вважають, що Марс навмисно підлаштував затримку з 18-годинним пошуком палива. Вони злітають з Марса і прямують до Юпітера.
Проте на півдорозі Джеррі виявляє, що Дік повністю не оговтався від отриманих травм. Він виглядає хворим, розпочинається марення, екіпаж змушений повернутися на Марс, щоб надати Діку необхідну медичну допомогу. У той час, як «Остання надія» вдруге відлітає з Марса, вони майже на 100 годин відстають від розкладу, ретельно спланований курс землян тепер не має жодного сенсу.
На шляху до Юпітера «Остання надія» вдруге втрачає час через закупорку ракетної труби. Втрачаючи ще більше часу, вони виконують необхідний ремонт. У них тепер не достатньо відстані для сповільнення перед супутниками Юпітера. Джеррі змушений здійснити майже самогубний гальмівний маневр в атмосфері гіганта, відомий як «Орбіта мерця». Такого маневру ніхто не здійснював, і він отримує захоплення та оплески після приїзду на Іо.
Після відвідин інших 3-х супутників й пережитого недружнього прийому на Ганімеді, якого вважають маріонеткою Марса, «Остання надія» проклала курс на внутрішні планети: Венеру, Меркурій і Землю. Підходячи до поясу астероїдів, вони отримують сигнал тривоги й приходять на допомогу тим, хто здається марсіанськими гонщиками. Після надання допомоги та прокладання іншого курсу, Джеррі зрозумів, що його діаграма астероїдів була викрадена. Тепер він повинен покладатися на власну пам'ять та удачу.
Після деяких складних поворотів й зіткненням з дрібним астероїдом, «Остання надія» проходить через пояс відносно цілою. Через затримку з марсіанським екіпажем, вони вже не в змозі зупинитися на Венері. Тепер Меркурій — їх найкраща зупинка.

## Головні герої роману
- Джеррі Блейн — головний герой, юнак, відрахований з Космічного інституту посеред навчального курсу, щоб змагатися в Классік.
- Дік Блейн — старший брат Джеррі, гірник на астероїдах, потрапив на «Останню надію» в Классік, щоб презентувати революційне паливо свого покійного батька.
- Тод Маклейн — друг братів Блейнів, інженер по тріщинах, наставник Джеррі.

## Головні теми
- Перехідний вік
- Ракетобудування

## Значення та відгуки
Як частина серії Вінстон Сайнс Фікшн, «Ракетний жокей» допоміг зацікавити багатьох молодих поціновувачів фантастики. Обкладинка роману була проілюстрована Алексом Шомбургом, видатним ілюстратором коміксів, номінатором премії «Г'юго» за найкращого професіонального художника 1962 року.

## Алюзії та посилання
«Ракетний жокей» достовірно й науково описував ракетну та космічну навігацію, використовуючи технології, які були зрозумілі на момент публікації. Зокрема, екстраполюється просування в хімічній ракеті до точки, коли можливе постійне прискорення 1-2 g, що робить подорож по Сонячній системі питанням днів, а не років.